# Empis adriani
Empis adriani är en tvåvingeart som beskrevs av Chvala 1996. Empis adriani ingår i släktet Empis och familjen dansflugor. Inga underarter finns listade i Catalogue of Life.